# СЭТ-65
«СЭТ-65» — советская противолодочная самонаводящаяся электрическая торпеда калибра 533 мм, предназначенная для поражения подводных лодок. Разработана НИИ «Гидроприбор» под руководством В. А. Голубкова. Принята на вооружение в 1965 году.
Торпеда может быть использована как с подводных лодок, так и с надводных кораблей; оснащена гидроакустической системой самонаведения. Системы управления движением торпеды по курсу, глубине и крену способны обеспечивать двухплоскостное маневрирование и вывод торпеды в зону срабатывания взрывателя, либо прямое попадание в цель.

## Тактико-технические характеристики
Фугасная БЧ. Взрыватели контактный и бесконтактный. Эффективная дальность выстрела 5500..6500 м.
Гарантийный срок хранения на борту носителя — 18 мес. Поставка торпед осуществляется в герметичном контейнере заполненном азотом (СЭТ-65КЭ).
- СЭТ-65 — базовый вариант с системой самонаведения разработки И.Б. Подражанского.
- СЭТ-65III — модификация СКБ завода «Двигатель». Новая активно-пассивная акустическая двухплоскостная система самонаведения "Сапфир" разработки ЦНИИ «Гидроприбор». Принята на вооружение в 1972 г.
- ТЭСТ-71 — телеуправляемый вариант торпеды. Принята на вооружение в 1972 г.
- СЭТ-65А — модификация ЦНИИ «Гидроприбор» с электрическим вводом параметров стрельбы. Разработана для подводных лодок пр.705. Принята на вооружение в 1972 г.
- СЭТ-65Э — экспортная модификация.
- СЭТ-65К / СЭТ-65КЭ — модификация СКБ завода «Двигатель» с новой системой самонаведения "Керамика", 1986 год.

В 1967..1971 гг. на базе торпеды СЭТ-65 проводились исследования снижения гидродинамического сопротивления с использованием полимерных растворов.